# Diecezja Machala
Diecezja Machala (łac. Dioecesis Machalensis) – rzymskokatolicka diecezja w Ekwadorze należąca do metropolii Cuenca. Została erygowana 31 stycznia 1969 roku w miejsce istniejącej od 1954 roku prałatury terytorialnej El Oro.

## Ordynariusze

### Prałaci prałatury terytorialnej El Oro
- Silvio Luis Haro Alvear (1954–1955)
- Vicente Felicísimo Maya Guzmán (1956–1969)

### Biskupi diecezji Machala
- Vicente Felicísimo Maya Guzmán (1969–1978)
- Antonio José González Zumárraga (1978–1980)
- Néstor Rafael Herrera Heredia (1982–2010)
- Luis Antonio Sánchez Armijos S.D.B. (2010–2012)
- Ángel Polivio Sánchez Loaiza (2013–2022)
- Vicente Horacio Saeteros Sierra (od 2022)

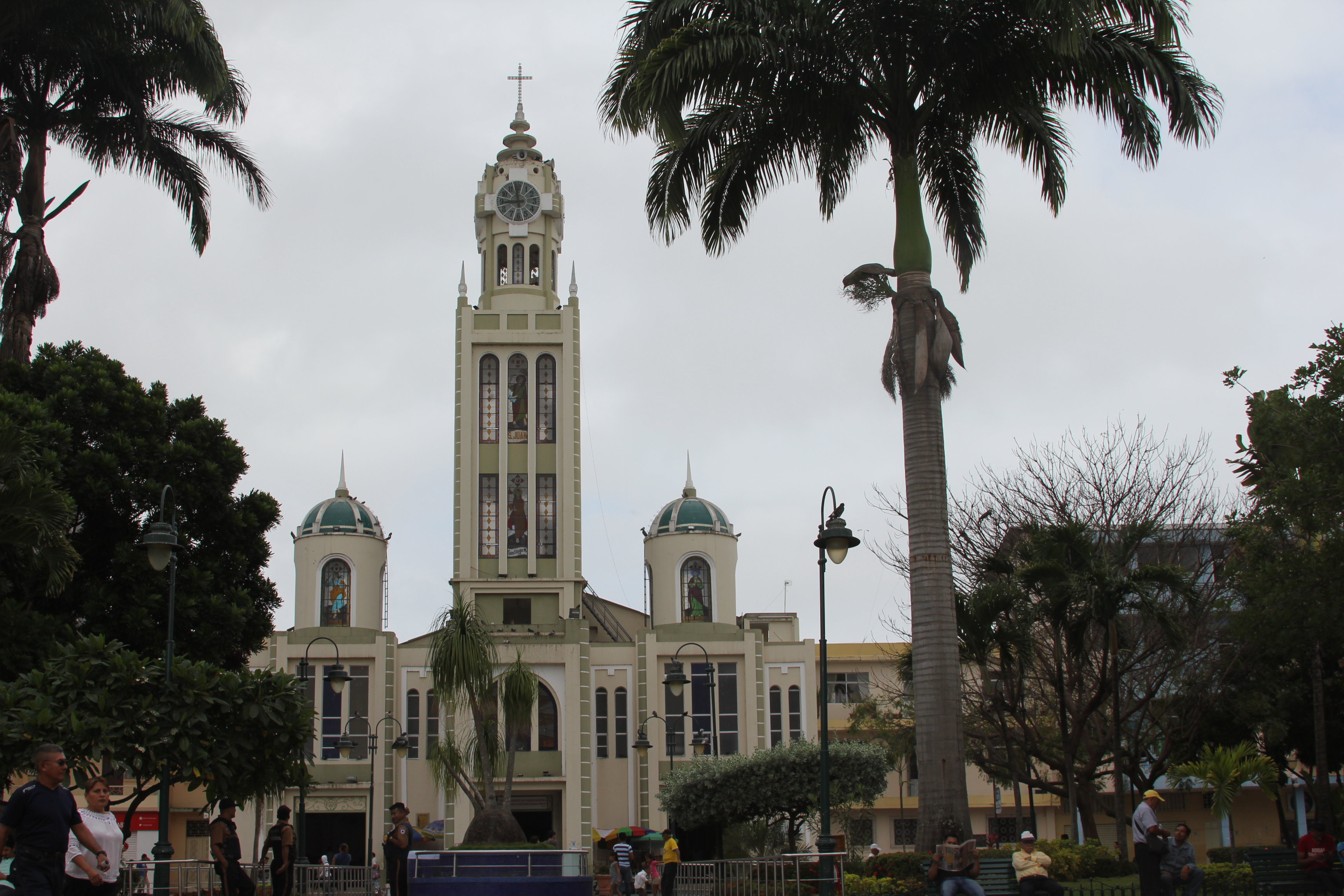
Katedra w Machala